# Cooperativa de Sant Jaume (Tortosa)
L'antiga seu de la Cooperativa de Sant Jaume és un edifici de Tortosa (Baix Ebre) protegit com a bé cultural d'interès local. Actualment és ocupada per la policia local.

## Descripció
Antigament era una edificació independent però més endavant se li va adossar un cos de construcció moderna que s'utilitzava per a magatzem i oficines. L'edifici modernista consta de dues naus rectangulars cobertes a doble vessant, que són de les mateixes dimensions i es troben adossades. La façana mira a la plaça de la Immaculada i reflecteix l'estructura interior de dues naus: té dues portes grans, una a cada cos, i dos finestrals rectangulars a sobre. A la part superior, s'hi alternen finestrals petits i falses finestres que s'adapten a l'estructura de la teulada.

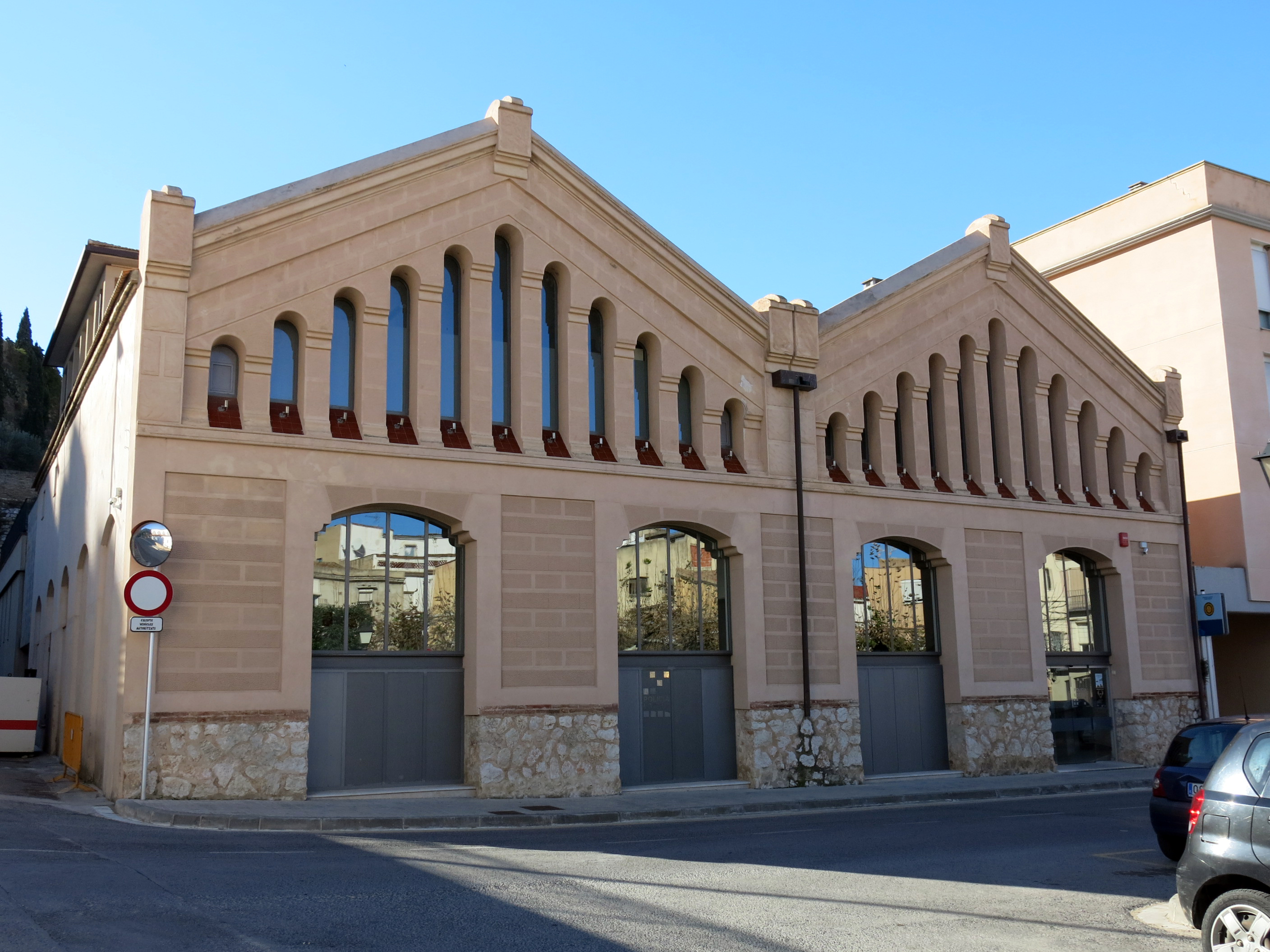
Vista frontal de la façana que dona a la plaça

Els materials alternen, a la base, un aparell poligonal de pedra amb maçoneria, i a la resta de mur, maó arrebossat. L'arrebossat simula carreus amb un encoixinat poc acusat. El mur lateral, al costat oest, per on s'entraven les olives, és tot de maó ordinari vist.
La part vella i la nova es comuniquen interiorment.
La decoració és absent. Es redueix a l'arrebossat de la façana, que tendeix a ressaltar les estructures.

## Història
L'edifici es va construir a la primeria del segle XX en un espai obert conegut com l'Esplanada de Remolins. Situat a l'extrem sud de l'antic barri jueu, mai no havia estat edificat fins a aquesta època. Al llarg de l'edat mitjana aquesta esplanada s'utilitzà com a mercat musulmà, cosa que donà lloc al nom de l'antic Portal de l'Assoc, que es trobava a l'extrem del carrer de Sant Jaume, vora la cooperativa, i que fou destruït a la darreria del segle xix.
Un cop abandonada la seva antiga funció, el juny del 2008, després de diverses obres de rehabilitació, es va inaugurar com a comissaria de la policia local de Tortosa.